# 傑克遜維爾 (喬治亞州)
傑克遜維爾（英語：Jacksonville）是一個位於美國喬治亞州特爾費爾縣的城鎮。

## 地理
傑克遜維爾的座標為31°48′48″N 82°58′31″W / 31.81333°N 82.97528°W，而該地的平均海拔高度為63米（即207英尺）。

## 人口
根據2010年美國人口普查的數據，傑克遜維爾的面積為2.90平方千米，當中陸地面積為2.90平方千米，而水域面積為0.00平方千米。當地共有人口140人，而人口密度為每平方千米48人。